# Tokunaga Kotaro
Tokunaga Kotaro (sinh ngày 10 tháng 11 năm 1996) là một cầu thủ bóng đá người Nhật Bản.

## Sự nghiệp câu lạc bộ
Tokunaga Kotaro hiện đang chơi cho Azul Claro Numazu.